# سلوى زرهان
 سلوى زرهان (مواليد 8 يناير 1996) ممثلة مغربية، شاركت في عدة أفلام ومسلسلات مغربية.

## النشأة
وُلدت سلوى زرهان في 8 يناير 1996 في مدينة الدار البيضاء، حاصلة على شهادة ماجستير في التسويق من المدرسة الوطنية للتجارة والتسيير بالدار البيضاء، كانت سلوى زرهان شغوفة بالتمثيل منذ الصغر وكانت تمارس المسرح أثناء دراستها حيث حصلت على عدة جوائز وطورت موهبتها بالحصول على دروس في التمثيل.

## مسيرتها الفنية
جاءت انطلاقة سلوى زرهان الفنية سنة 2017 من خلال مشاركتها في الفيلم السينمائي بون آوت للمخرج نور الدين الخماري، قبل أن تظهر في دور ثانوي في مسلسل الوجه الآخر مع المخرج ياسين فنان الذي أُعجب بموهبتها وقرر منحها دور البطولة في مسلسل دموع وردة، قبل أن تبرز للجمهور أكثر من خلال تميزها في دور سليمة في مسلسل لمكتوب الذي عُرض في رمضان 2022 وكان من إخراج علاء أكعبون.

## أعمالها
- 2017: بورن آوت
- 2019: دموع وردة
- 2020: السر المدفون
- 2021: شمس العشية
- 2021: السر القديم
- 2021: البيوت أسرار
- 2022: لمكتوب
- 2022: بغيت حياتك
- 2023: غدر الزمان
- 2024: أحلام بنات
- 2024: بنات لحديد

## روابط خارجية
- سلوى زرهان على موقع قاعدة بيانات الأفلام العربية

لم يتم العثور على روابط لمواقع التواصل الاجتماعي.